# David Lee Smith
 David Lee Smith   (n. 8 septembrie 1963, Birmingham, Alabama, SUA) este un actor american.  Este cel mai cunoscut pentru rolul nemuritorului John Oldman din filmele The Man from Earth (Omul de pe Pământ, 2007) și continuarea din 2018, Omul de pe Pământ: Holocen; el a jucat alături de vedetele  John Billingsley și Tony Todd.

## Biografie
Smith s-a născut în Birmingham, Alabama și a absolvit Banks High School. A obținut o diplomă la University of Alabama și la Southern Methodist University. 

## Filmografie
- 1996 : Savannah - Vincent Massick[2]
- 1997 : Star Trek: Voyager (serial TV, Darkling) - Zahir
- 1997 : The Naked Truth (serial TV) - Mark[3]
- 1998 : Justiție militară - Lt. Cmdr. 'Karma' Rice
- 1999 : Fight Club - Walter[4]
- 2001:  Justiție militară - Maj. Miles Holmes
- 2002 : A Walk To Remember - Dr. Carter[5] (father of the protagonist Landon Carter)
- 2002 : Divine Secrets of the Ya-Ya Sisterhood - Younger Shep Walke[6]
- 2003-2010 : CSI: Miami (serial TV, sez. 2-8) - IAB Sergeant Rick Stetler
- 2004 : Mysterious Skin (Misterele tinereții) - Alfred
- 2007 : Zodiac - Father of the witnesses
- 2007 : The Man from Earth - John Oldman
- 2009 : Mending Fences (TV movie) - Walt Mitchell[7]
- 2009 : Dollhouse (serial TV , sez. 2, ep. 8) - Clay Corman[8]
- 2010 : Janie Jones - Officer Dickerson[9]
- 2013 : Crimson Winter - King Aldric
- 2018 : The Man from Earth: Holocene - John Oldman
- 2018 : Between Worlds - Kirby